# Anton Dunckern
Anton Leonhard Dunckern (* 29. Juni 1905 in München; † 9. Dezember 1985 ebenda) war ein deutscher Jurist, Polizei- und SS-Führer.

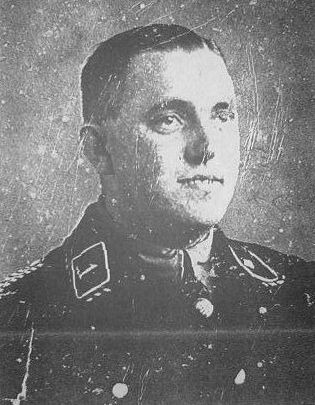
Anton Dunckern (vor 1933 als SS-Scharführer)

## Leben und Wirken

### Jugend (1905 bis 1930)
Dunckern wurde 1905 als Sohn des Justizamtmanns Leonhard Dunckern und seiner Frau Maria, geborene Samper, in München geboren, wo er zusammen mit einer jüngeren Schwester aufwuchs. Ebenfalls in München besuchte er die Volksschule und die Höhere Schule. Nach dem Abitur studierte er Rechtswissenschaften an der Münchener Universität und war seit 1925 Mitglied der schwarzen Studentenverbindung Apollo München (seit 1933 Münchener Burschenschaft Apollo bzw. seit Fusion 1970 der Münchener Burschenschaft P.C.- Apollo). 1930 schloss er mit dem Staatsexamen ab. Nach dem Vorbereitungsdienst für Justiz und Verwaltung legte er im Frühjahr 1933 die Große Juristische Staatsprüfung ab.
Bereits als Jugendlicher bewegte Dunckern sich im völkisch-rechtsextremen Umfeld: Als Achtzehnjähriger nahm er als Angehöriger des paramilitärischen Bundes Oberland am Hitler-Ludendorff-Putsch teil. Es ist bislang ungeklärt, ob er zu jener Abteilung des Bundes Oberland gehörte, die am Abend des 8. Novembers die Münchener Ludwigsbrücke abriegelte und sich am folgenden Tag am Marsch auf die Feldherrnhalle beteiligte oder ob er eventuell ein Mitglied von jenem Teil der Truppe war, die sich im Hofbräuhaus einquartierte. Am 22. Juni 1934 wurde er jedenfalls von Adolf Hitler mit der Begründung der aktive[n] Teilnahme an der Erhebung vom 9. November 1923 mit dem Blutorden Nr. 325 ausgezeichnet. Eigenen Angaben aus seiner SS-Stammrolle zufolge gehörte Dunckern von Oktober 1922 bis Frühjahr 1924 der Reichswehr als Zeitfreiwilliger an; in einem Fragebogen vom 18. August 1937 heißt es dagegen, er sei in den Jahren 1922 bis 1925 Mitglied des Freikorps Lauterbacher gewesen. Dieter Wolfanger führt diese vermeintlichen Widersprüche (Zeitfreiwilliger, Mitglied im Bund Oberland und im Freikorps Lauterbacher) auf die mehrfach wechselnden Bezeichnungen und enge Verschränkung der rechten Kampfverbände untereinander zurück. Er verweist zudem darauf, dass Dunckern im Freikorps Lauterbacher eventuell auch Heinrich Himmler begegnet sein mag und dass die spätere Duzfreundschaft der beiden Männer ihre Wurzeln in dieser Zeit haben könnte.

### Karriere in der SS (1930 bis 1944)
Dunckern trat im September 1930 in die SS (SS-Nummer 3.526) und zum 1. Oktober 1930 in die NSDAP ein (Mitgliedsnummer 315.601).
Im Rahmen der Gleichschaltung Bayerns im März 1933 war Dunckern an den politischen Manövern der Nationalsozialisten in Bayern beteiligt, die zum Rücktritt des Ministerpräsidenten Heinrich Held führten: Die SS-Männer, die zur Erzwingung des „Regierungswechsels“ vor der Bayerischen Staatskanzlei postiert wurden, unterstanden seinem Kommando. Im April 1933 erhielt Dunckern dann eine Stellung bei der Reinhard Heydrich unterstellten Bayerischen Politischen Polizei. Kurz zuvor hatte er die Große Juristische Staatsprüfung bestanden.
Als Heydrich im April 1934 die Leitung des Geheimen Staatspolizeiamtes in Berlin übernahm, gehörte Dunckern – inzwischen Regierungsrat und Abteilungsleiter – zu dem Kreis seiner Mitarbeiter aus München, die er mit nach Berlin nahm. In den folgenden Monaten wirkte Dunckern, mit den Worten Heydrichs „hervorragend an der Organisation dieser Stelle“ mit. Am 30. Juni 1934 leitete Dunckern die anlässlich des Röhm-Putsches vorgenommene gewaltsame Auflösung des als „Hort der Reaktion“ und Widerstandsnest geltenden Büros von Hitlers konservativen Vizekanzler Franz von Papen im Berliner Regierungsviertel, durch ein SS-Kommando aus Angehörigen der Leibstandarte SS Adolf Hitler. Später am selben Tag führte er wahrscheinlich eine dreiköpfige Gruppe aus SS- und Gestapo-Angehörigen an, die versuchte, den in Ungnade gefallenen Parteifunktionär Paul Schulz in einem Wäldchen außerhalb von Berlin zu erschießen, der jedoch entkommen konnte.
Mitte Juli 1934 wurde Dunckern an die Staatspolizeistellen in Breslau und Liegnitz versetzt, um sich an der Reorganisation der dortigen Polizeistelle zu beteiligen, die nach der Erschießung des Breslauer Polizeipräsidenten Edmund Heines und seiner engsten Mitarbeiter im Rahmen der politischen Säuberungswelle vom 30. Juni 1934 nötig geworden war.
Nach der Wiedereingliederung des Saargebiets in das Deutsche Reich im März 1935 übernahm Dunckern die Leitung der Staatspolizei-Stelle in Saarbrücken, deren Sitz sich seit dem 1. April 1935 im Nordflügel des Saarbrücker Schlosses befand.
In seiner Eigenschaft als Leiter der Saarbrücker Stapo-Stelle führte Dunckern auch die Außendienststellen in Merzig, Neunkirchen, Saarlouis und St. Ingbert und war somit für das gesamte Gebiet des Saarlandes zuständig. Im Frühjahr 1936 wurde er zudem mit den Planungen für eine Stapo-Stelle in Neustadt a.d.W. beauftragt, deren Errichtung er 1937 durchführte. Vom 15. Februar 1937 bis ins Jahr 1938 leitete er die Stapo-Stellen Saarbrücken und Neustadt in Personalunion. Gauleiter Josef Bürckel ernannte Dunckern zu dieser Zeit außerdem zu seinem politischen Referenten.
Im Frühjahr 1938 wechselte Dunckern zurück ins Sicherheitsdienst-Hauptamt nach Berlin, wo ihm die Aufgabe zufiel, die Einsetzung von Inspekteuren der Sicherheitspolizei und des SD vorzubereiten. Am 1. Februar 1939 erfolgte seine Ernennung zum Führer des SD-Oberabschnitts Mitte, der wenige Wochen später die Ernennung zum Inspekteur der Sipo und des SD Mitte mit Dienstsitz in Braunschweig folgte.
Im Juli 1940, nach dem Ende des Frankreichfeldzuges, kehrte Dunckern als Chef der Einsatzgruppe II nach Westdeutschland zurück. Kurz darauf nahm er in Metz Quartier als Befehlshaber der Sicherheitspolizei und des SD in Saar-Lothringen (seit dem 3. Oktober 1940 Lothringen-Saarpfalz). In Metz war Dunckern, der 1942 zum SS-Brigadeführer befördert wurde, von Anfang Oktober 1944 bis zum 18. November 1944 SS- und Polizeiführer.
Im Zuge der Besetzung von Metz durch amerikanische Truppen in der Nacht von 19. auf den 20. November 1944 geriet Dunckern in Kriegsgefangenschaft. Als der bis zu diesem Zeitpunkt dienstgradhöchste SS-Führer, der im Operationsgebiet der 3. US-Armee gefangen genommen wurde, verhörte ihn der amerikanische General George Patton persönlich. Patton war es auch, der entschied, dass Dunckern als politischer Häftling und nicht als Kriegsgefangener zu betrachten sei.
Bis Anfang April 1945 wurde Dunckern in England gefangen gehalten. Anschließend wurde er in ein Generalslager in den Vereinigten Staaten überführt, um im Sommer 1946 aus den USA zurückgebracht und ins Generalslager Garmisch verlegt zu werden. Vom Herbst 1947 bis zum Frühjahr 1953 war er im Militärgefängnis in Metz inhaftiert. Zwischenzeitlich war er dreimal kurzzeitig nach Nürnberg verlegt worden, um in den dortigen Prozessen auszusagen.
Am 31. Mai und 1. Juli 1953 fand Dunckerns Prozess als Kriegsverbrecher vor dem Militärgericht der 6. Region in Metz statt. Er wurde zu zwanzig Jahren Zwangsarbeit und zwanzig Jahren Aufenthaltsverbot verurteilt.

### Späte Jahre (1954 bis 1985)
Im Juni 1954 wurde Dunckern vorzeitig aus dem Gefängnis in Loos, einem Stadtteil von Lille, entlassen. Er kehrte in seine Heimatstadt München zurück, wo er sein Leben lang gemeldet war. Nach seiner Zulassung bei den Landgerichten München I und II eröffnete Dunckern 1956 eine Rechtsanwaltspraxis im Münchener Stadtteil Au in der Gebsattelstraße 32. Privat lebte er im südlich angrenzenden Stadtteil Giesing in der Untersbergstraße 24/IV.
Im Januar 1962 erkrankte er an Enzephalitis, die eine halbseitige Lähmung hervorrief und ihn zum Pflegefall machte. Nach seiner Krankenhausentlassung Ende 1962 verbrachte er den Großteil seiner Zeit auf dem Gut Schlüterhof in Freising. Aufgrund seines Alters und seines Gesundheitszustandes verzichtete Dunckern am 26. Juni 1970 auf seine Zulassung als Rechtsanwalt.
In den Jahren 1970/1971 ermittelte die Staatsanwaltschaft München gegen ihn wegen des Verdachts auf Beihilfe zum Mord. Gegenstand der Ermittlungen war die Rolle von Dunckerns Dienststelle an der Deportation der französischen Juden, die in den Jahren 1942 bis 1944 aus dem Sammellager Drancy bei Paris über Novéant-sur-Moselle – einem kleinen Ort südwestlich von Metz – nach Osteuropa transportiert wurden. Da Novéant (bzw. Neuburg, wie es nach der Annexion von Elsass-Lothringen genannt wurde) die erste Bahnstation auf deutschem Gebiet darstellte, wurden dort die französischen Zugbegleitmannschaften durch deutsches Personal, das die BdS-Stelle in Metz stellte, ersetzt. Da Dunckern jede Beteiligung hieran bestritt und man ihm das Gegenteil nicht nachweisen konnte, wurde das Verfahren gegen ihn mit Verfügung vom 3. Mai 1971 eingestellt.
Dunckern starb im Alter von über achtzig Jahren nach schwerer Krankheit in München, am 13. Dezember 1985 wurde er auf dem Ostfriedhof der Stadt begraben.
Da Dunckerns Schwestern den Auftrag hatten, nach seinem Tode „sämtliche Unterlagen in eine Verbrennungsanlage zu bringen“, existiert kein schriftlicher Nachlass.

## Beförderungen
Beförderungen in der SS:
- 12. Juli 1933: SS-Sturmführer[9]
- 20. März 1934: SS-Obersturmführer
- 20. April 1934: SS-Hauptsturmführer
- 4. Juli 1934: SS-Sturmbannführer
- 1. Januar 1935: SS-Obersturmbannführer
- 24. Dezember 1935: SS-Standartenführer
- 20. September 1939: SS-Oberführer
- 9. November 1942: SS-Brigadeführer[10]